# Barrage de Kafin Zaki
Le barrage de Kafin Zaki est un projet de construction d'un réservoir sur la rivière Jama'are (également appelée rivière Bunga) dans l'État de Bauchi, au nord-est du Nigéria.

## Barrage et réservoir proposés
Le barrage proposé serait une construction zonée en terre et aurait une longueur de 11 kilomètres. Il serait conçu avec le potentiel d'installer une centrale hydroélectrique de 15 MW. Le réservoir aurait une capacité de stockage de 2 700 millions de mètres cubes et serait le deuxième plus grand du Nigéria après le barrage de Kainji. Il irriguerait 120 000 hectares de terres arables sur lesquelles des cultures commerciales pourraient être cultivées. Potentiellement, le projet soutiendrait la production d'un million de tonnes de canne à sucre par an et créerait plus d'un million d'emplois dans les industries liées à l'agriculture.

## Historique du projet
Le barrage a été envisagé pour la première fois après la sécheresse de 1972-1974 au Sahel, et pendant le régime de Shehu Shagari en 1979-1982, un contrat a été attribué à Julius Berger Nigeria pour la construction du barrage. En 1984, le contrat a été résilié, mais il a été rétabli en 1992 par le régime d' Ibrahim Babangida. En 1994, le régime Sani Abacha a de nouveau résilié le contrat et créé une commission judiciaire d'enquête sur tous les aspects du projet. En 2002, des fonds ont été alloués au projet, puis retirés brusquement.
En 2008, le gouverneur Isa Yuguda de l'État de Bauchi a attribué un contrat au groupe Dangote pour redémarrer le projet de barrage abandonné, une décision qui a été soutenue par Abdul Ahmed Ningi, un représentant de l'État de Bauchi et leader à l'Assemblée nationale lorsque le projet a été annulé en 2002.

## Controverse
Les arguments en faveur du barrage de la part des partisans de l'État de Bauchi comprennent les avantages de l'irrigation pour l'agriculture dans la région tandis que des rejets contrôlés éviteraient un impact en aval. Les opposants de l'État de Yobe en aval et de l'État de Borno soutiennent que le barrage empêchera les inondations saisonnières dont dépendent leurs agriculteurs pour l'agriculture et provoquera une baisse de la nappe phréatique, avec une grande quantité d'eau perdue par évaporation. Les écologistes sont également préoccupés par l'impact sur les zones humides en aval.
Les agriculteurs et les pêcheurs des plaines inondables utilisent l'eau beaucoup plus efficacement que les agriculteurs qui dépendent de l'irrigation des barrages. Une étude financée par le Programme des Nations Unies pour l'environnement a estimé que la valeur économique de l'eau dans la plaine d'inondation en aval de Hadejia-Jama'are était de 32,00 USD pour 1000   m 3, tandis que la valeur de l'eau dans le projet de la rivière Kano, irriguée par le barrage de Tiga et le barrage de la gorge de Challawa était de 1,73 USD pour 1000   m 3, soit 0,04 USD pour 1000   m 3 après prise en compte des coûts opérationnels. L'étude a estimé que s'il était mis en œuvre, même avec un régime d'inondation réglementé pour réduire l'impact en aval, le projet de barrage de Kafin Zaki aurait une valeur négative d'environ 15 millions de dollars américains.
En avril 2009, le Dr Hassan Bidliya, Secrétaire administratif du Fonds d'affectation spéciale du bassin de Hadejia-Jama'are-Komadugu-Yobe, a indiqué que toute décision devrait être reportée jusqu'à ce que l'évaluation de l'impact environnemental du projet soit achevée. En septembre 2009, trois associations d'agriculteurs de l'État de Borno en aval ont appelé le gouvernement fédéral et le gouvernement de l'État de Bauchi à suspendre le projet, préoccupés par l'impact sur leurs moyens de subsistance. En août 2009, le sénateur et président du Comité sénatorial des comptes publics, Ahmed Ibrahim Lawan de Yobe North, s'est prononcé contre le barrage proposé. Il a déclaré que les barrages de Tiga et de Challawa sur la rivière Hadejia avaient déjà considérablement réduit le débit d'eau en aval et que la rivière Jama'are était désormais la principale source d'eau de la rivière Yobe. Il a déclaré que les barrages ont causé une pauvreté intense, une augmentation de l'empiètement dans le désert, des migrations et des conflits entre les agriculteurs et les bergers.

## Voir également
- Zones humides de Hadejia-Nguru